# Астафьев, Александр Васильевич
Александр Васильевич Астафьев — советский хозяйственный, государственный и политический деятель.

## Биография
Родился в 1900 году. Член КПСС.
В 1933—1940 — председатель постройкома Московского прожекторного завода, Московского автозавода имени Лихачева, заместитель директора прожекторного завода, управляющий трестом «Электрострой».
В 1940—1941 — председатель исполнительного комитета Сталинского Совета депутатов трудящихся города Москвы.
В 1941 — начальник жилищного управления исполнительного комитета Московского городского Совета депутатов трудящихся.
В 1941—1942 — заведующий общим отделом исполнительного комитета Московского городского Совета депутатов трудящихся.
В 1942—1946 — заместитель председателя исполнительного комитета Московского городского Совета депутатов трудящихся.
В 1946—1953 — начальник жилищного управления исполнительного комитета Московского городского Совета депутатов трудящихся.
В 1954—1960 — председатель исполнительного комитета Бауманского Совета депутатов трудящихся города Москвы.
Умер в 1984 году в Москве.

## Награды
- Орден Ленина (1949, 01.02.1957)
- Орден Отечественной войны I степени (07.09.1947)
- Орден Красной Звезды